# L'ultimo re (album)
L'ultimo re è il terzo album discografico dei Ronin, pubblicato nel 2009.

## Tracce
1. L'Ultimo Re – 6:31
2. Fuga Del Prete – 2:41
3. Meandro – 3:22
4. Lo Spettro – 7:52
5. Tre Miniature – 3:49
6. Bleedingrim – 2:41
7. Venga La Guerra – 4:01
8. Morte Del Prete – 3:43
9. Morte Del Re – 7:24

## Formazione
- Bruno Dorella - voce, chitarra, steel drums, percussioni, fischi
- Nicola Ratti - chitarra, voce, elettronica
- Chet Martino - bassi elettrici ed acustici, voce
- Enzo Rotondaro - batteria, voce, percussioni
- Giordano Geroni - tuba (1, 8) , organo (8)
- Nicola Manzan - violino (1), viola (1)